# Gualchos
Gualchos – gmina w Hiszpanii, w prowincji Grenada, w Andaluzji, o powierzchni 31,03 km². W 2011 roku gmina liczyła 4805 mieszkańców.
Klimat Gualchos-Castell de Ferro jest subtropikalny, dlatego jest łagodny zimą i latem, bez wielkich zmian temperatury między dniem a nocą.